# Фрута
Фрута (на английски: Fruita) е град в окръг Мейса, щата Колорадо, САЩ. Фрута е с население от 6478 жители (2000) и обща площ от 15,6 km². Намира се на 1376 m надморска височина. ЗИП кодът му е 81521, а телефонният му код е 970.